# Klaus Held
Pour les articles homonymes, voir Held.
Klaus Held (né le 1er février 1936 à Düsseldorf et mort le 6 décembre 2023) est un philosophe allemand. Ses recherches portent sur la phénoménologie de Edmund Husserl et de Martin Heidegger, la philosophie antique et la philosophie politique.

## Biographie
Held a poursuivi des études de philosophie et de philologie classique aux universités de Munich, Fribourg, Bonn et Cologne (1956-1962). Il soutient sa thèse de doctorat à l’Université de Cologne, sous la direction de Ludwig Landgrebe, dont il est l’assistant de 1962 à 1970, année de son habilitation. Il enseigne d’abord à Aix-la-Chapelle puis, à partir de 1974 et jusqu’en 2002, année de sa retraite, à l’Université de Wuppertal.
Professeur de renom, il fut invité à enseigner, entre autres, au Japon (Hiroshima, Kyoto), en Corée (Séoul), en Chine (Hong-Kong), aux États-Unis (Stony Brook). De nombreux chercheurs et doctorants du monde entier assistèrent à ses séminaires à l’Université de Wuppertal.
Il a dirigé la Société allemande de recherches phénoménologiques (Deutsche Gesellschaft für phänomenologische Forschung) et fondé, avec Bernhard Waldenfels, le Collège doctoral « Phénoménologie et herméneutique » des Universités de Bochum et de Wuppertal.

## Œuvre
Les travaux de Klaus Held se situent dans la continuité de la phénoménologie fondée par Edmund Husserl. La phénoménologie est pour Held « phénoménologie du monde », qui doit reprendre la philosophie telle qu’elle a été fondée par les Grecs. Les recherches de Held s’appuient à la fois sur le concept husserlien de « monde de la vie » et sur la « phénoménologie de l’inapparent » développée par Heidegger.
La « phénoménologie du monde » se laisse diviser en deux branches distinctes. D’une part une « phénoménologie du monde politique » qui doit donner une fondation historico-systématique de la philosophie politique, en lien avec Hannah Arendt. Cette perspective comprend une interrogation concernant l’éthique et la religion à l’âge technique. D’autre part, une « phénoménologie du monde naturel de la vie » ; celle-ci tente de fonder une écologie philosophique en repensant certains concepts clefs du monde de la vie (« éléments », « terre », etc.).
À l’âge du développement « globalisé » de l’humanité, chacune des deux branches de la phénoménologie du monde doit reprendre le problème des rapports qu’entretiennent d’une part cette humanité « globale », d’autre part la diversité des cultures. Dans ce contexte, un rôle déterminant revient à la culture européenne et à sa capacité à créer une entente avec les autres cultures.

## Publications principales
- Lebendige Gegenwart. Die Frage nach der Seinsweise des transzendentalen Ich bei Edmund Husserl, entwickelt am Leitfaden der Zeitproblematik, Phaenomenologica Bd. 23, La Haye, M. Nijhoff, 1966.
- Heraklit, Parmenides und der Anfang von Philosophie und Wissenschaft. Eine phänomenologische Besinnung, Berlin/New York, 1980.
- Einführung in Husserls Phänomenologie, in Edmund Husserl, Die phänomenologische Methode et Phänomenologie der Lebenswelt, éd. par Klaus Held, Stuttgart, Reklam, 3e éd. 1998 et 2000.
- Treffpunkt Platon. Philosophischer Reiseführer durch die Länder des Mittelmeers, Stuttgart, 1990, 3e éd. 2001, poche, 2009.
- Phänomenologie der politischen Welt, Francfort, Peter Lang, 2010.
- Phänomenologie der natürlichen Lebenswelt, Francfort, Peter Lang, 2012.
- Zeitgemäße Betrachtungen, Francfort, Klostermann, 2017.
- Der biblische Glaube. Phänomenologie seiner Herkunft und Zukunft, Francfort, Klostermann, 2018.

## Œuvres traduites en français
- « Heidegger et le principe de la phénoménologie » trad. fr. R. Regvald, in Heidegger et l'idée de la phénoménologie, Phaenomenologica Bd. 108, La Haye, M. Nijhoff, 1988.
- « Husserl et les Grecs », trad. fr. R. Célis, in E. Escoubas, M. Richir (dir.), Husserl, Grenoble, Millon, 1989.
- « Le monde natal, le monde étranger, le monde un », trad. fr. R. Célis, in S. IJsseling (dir.), Husserl-Ausgabe und Husserl-Forschung, Phaenomenologica Bd. 115, Dordrecht, Boston, London, Kluwer, 1990.
- « Humanité et monde politique », Cahiers de philosophie (Univ. Lille III), vol. 15/16, 1992-1993.
- « Disposition affective fondamentale et critique du temps chez Heidegger », in R. Brisart, R. Célis (dir.), L'évidence du monde. Méthode et empirie de la phénoménologie, Bruxelles, 1994.
- « Intentionnalité et remplissement de l'existence », trad. fr. R. Célis, in D. Janicaud (dir.), L'intentionnalité en question, Paris, Vrin, 1995
- « La finitude du monde. La phénoménologie dans le passage de Husserl à Heidegger », trad. fr. F. Dastur, Alter. Revue de phénoménologie, vol. 6, 1998.
- Rendez-vous chez Platon. Voyage au pays des philosophes, Brepols, 1996.
- « Le chemin de Heidegger vers les “choses mêmes” », trad. fr. A. Schnell, in E. Escoubas, B. Waldenfels (dir.), Phénoménologie française et phénoménologie allemande, Paris, 2001.
- « Phénoménologie du “temps authentique” chez Husserl et Heidegger », trad. fr. O. Depré, Études phénoménologiques, vol. 37/38, 2004.